# Крофорд (Џорџија)
Крофорд (енгл. Crawford) град је у америчкој савезној држави Џорџија. По попису становништва из 2010. у њему је живело 832 становника.

## Демографија
Према попису становништва из 2010. у граду је живело 832 становника, што је 25 (3,1%) становника више него 2000. године.
| Група             | 2000.       | 2010.       |
| Белци             | 546 (67,7%) | 514 (61,8%) |
| Афроамериканци    | 238 (29,5%) | 267 (32,1%) |
| Азијати           | 3 (0,4%)    | 8 (1,0%)    |
| Хиспаноамериканци | 10 (1,2%)   | 16 (1,9%)   |
| Укупно            | 807         | 832         |